# Justin Alavaill
Justin Joseph François Alavaill (Ceret, Vallespir. 4 de maig de 1847, Marsella, Provença, 22 d'abril de 1903) fou un periodista i polític nord-català.

## Biografia
Justin Alavaill era el cinquè i més petits dels fills de l'advocat Paul Alavaill i Élisabeth Carrière, originaris de Ceret. Pertanyia a una família republicana, i de jove participà en manifestacions i reunions públiques contra el Segon Imperi francès. Oposat a l'entrada en guerra francoprussiana de 1870, tot i això fou mobilitzat i es va distingir en combat, assolint el grau de sotstinent. Fou fet presoner per l'enemic, però es va evadir i es va refugiar a la Catalunya Nord. Va participar en la Comuna de París (1871) al costat dels "communards", va escapar de la repressió i va tornar com a refugiat a la Catalunya Nord.

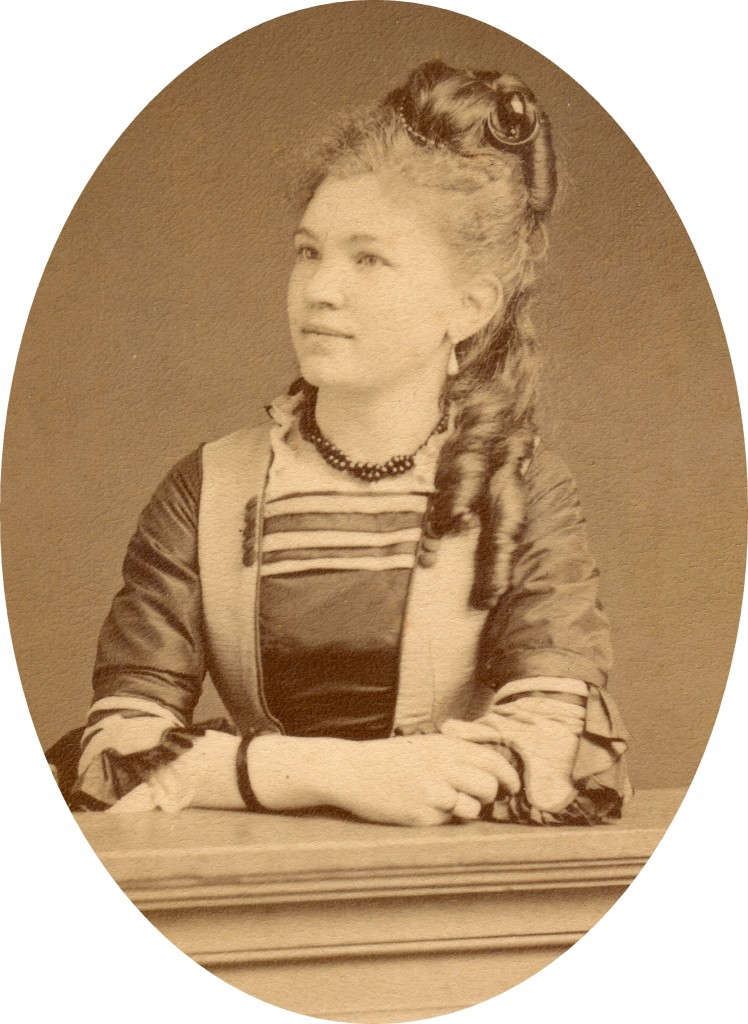
Irma Salamo vers 1875.

En 1876 va fundar amb el seu germà Élie Alavaill Le Républicain des Pyrénées-Orientales, diari radical-socialista inspirat per les idees de la Comuna. Perseguits per Mac Mahon després del « Cop del 16 de maig » de 1877, els germans Alavaill ss refugiaren a Barcelona i llur diari deixà d'aparèixer. Ambdós foren arrestats. Mentre que Élie fugia cap a Portugal, Justin, després d'algunes setmanes de detenció, s'exilià a Suïssa. Per no ser declarat insubmís va tornar a França, on torna a ser arrestat i empresonat, i es beneficia de l'amnistia decretada amb motiu de l'Exposició Universal de 1878.
El 1879, va llançar un diari anti-clerical humorístic, La Farandole després de l'arrest va rellançar Le Républicain en 1880. Amb el seu germà Élie, va fer campanya per la creació de canals d'aigua a les valls de tres rius del departament: l'Aglí, el Tec i la Tet.
Justin Alavaill es va casar en 1882 amb Irma Salamo (1856-1899). Émile Brousse va ser un dels testimonis. Van tenir dos infants, Alice (morta en la infantesa) i Augustin.
En 1885 es va instal·lar a París, on va treballar per a diferents publicacions d'esquerres, com le National on esdevindria redactor en cap. Va tornar a Perpinyà el 1889, on va tornar a editar Le Républicain. En 1895 va ser cofundador de la Federació Socialista dels Pirineus Orientals. Derrotat a diverses eleccions, cap el 1899 es va instal·lar a la Costa Francesa dels Somalis amb el seu fill Augustin i la seva esposa. Aquest darrer va morir el 8 de febrer de 1899. Justin es va unir a una petita colònia de rossellonesos i va prendre la direcció del periòdic local, Djibouti, proprietat d'un dels associats d'Edmond Bartissol. Afectat d'una malaltia greu, va decidir tornar a casa. Va morir a Marsella en el viatge de retorn.
Francmaçó, Justin Alavaill va formar part de la lògia de Perpinyà Les Amis de la Parfaite Union del Grand Orient de France, de la qual també en formaren part Émile Brousse, Frédéric Escanyé i Emmanuel Arago.

## Obres
- Alavaill, Justin. Impr. P. Rondony. Réservoirs et canaux d'arrosage à construire dans les vallées de l'Agly, de la Tet et du Tech : étude préparatoire, 1883.